# Seith (motorfiets)
Seith is een historisch merk van motorfietsen voor kinderen.
Seith & Son, Fahrzeugbau, Hof/Saale-Krötenbruck (1949-1950).
Duits bedrijf dat in feite minimotorfietsjes voor kinderen maakte, waarin 38cc-Victoria-blokjes zaten.